# Groß Pankow (Prignitz)
Groß Pankow település Németországban, azon belül Brandenburgban. Lakosainak száma 3854 fő (2023. december 31.).

## Népesség
A település népességének változása:
| Lakosok száma | 4868 | 4560 | 4132 | 3955 | 3808 | 3746 | 3816 | 3854 |
|               | 2000 | 2005 | 2010 | 2015 | 2020 | 2021 | 2022 | 2023 |